# クセニッツ

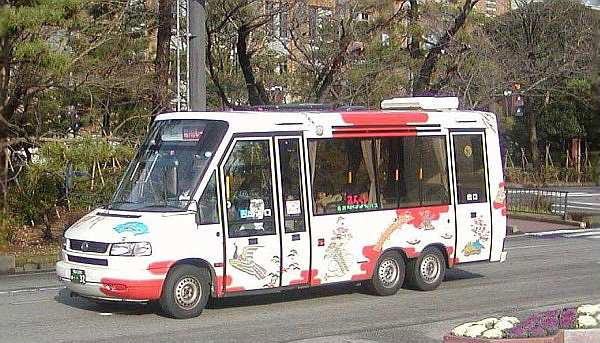
CITY-III　金沢ふらっとバス

クセニッツ（Kutsenits）は、オーストリアに本社を置くバス車体メーカー（コーチビルダー）である。主にノンステップバスの製造を手がける。

## 車種
フォルクスワーゲン・タイプ2（フォルクスワーゲン・T4）のシャーシ（フロントエンジン・フロントドライブ、エアサスペンション）に、自社製ボディを架装して完成させる。2004年、モデルチェンジでT5ベースとなり、デザインを一新した。
全長や車体幅、燃料の仕様など、ユーザーの要望に応じてきめ細かくカスタマイズが可能である。また国産の大型・中型の路線バス同様の大型行先表示器を前面に搭載できるのも大きな特徴である。
なおバスのほか、同じシャーシをベースとした貨物仕様（バン）の製造も行っている。貨物仕様は「CARGO-」と呼ばれる。
- CITY-I L
- CITY-I L CNG（CITY-I LのCNG車）
全長6m未満のタイプで、特に需要の小さい路線、または狭隘路線で使われる。東京都小平市「にじバス」が代表例。
- CITY-II ハンディキャップ
全長6m級のタイプ。後面に車椅子乗車用の扉を設け、エアサスによりほぼ地面と同じ高さまで車体を下げることが可能である。
- CITY-IV
- CITY-IV CNG（CITY-IVのCNG車）
モデルチェンジ前はCITY-IIIと称した。石川県金沢市「金沢ふらっとバス」で採用されたタイプ。全長7m級で、後輪2軸の3軸バスとなっているのが特徴。後面に扉を設けて車椅子の乗降が可能な仕様もある。

## 日本での普及
日本国内でクセニッツ製の小型バス車両をコミュニティバスとして採用した自治体は、金沢市の「金沢ふらっとバス」が、1999年3月28日の運行開始時に導入したのが最初である。金沢市がクセニッツ製の車両を導入する際に、地元のグリーンベル・モーター（後にクセニッツジャパン）が輸入代理店となり販売していた。
ライトバンクラスのシャシを利用していたため、エンジンは2.5L110馬力/19.8kgmと頻繁に発着を繰り返す路線バスとしてはトルク不足で故障も多く、前橋市「マイバス」は修繕費が6年間で6,700万円かかっており、委託する側の自治体にとってその費用は重荷になっていた。4.7L180馬力/50kgmのエンジンを搭載した日野・ポンチョ（HX6J系）に切り替えたところ、初年度の修繕費用は530万円程度になる見込みだという。龍ケ崎市「龍・ゆうバス」は、2台あるバスの稼働率が56～61%と極めて悪く、修繕費も5年間で1,890万円かかっていたことから、クセニッツの廃車を決めた。

### ベース車種
- フォルクスワーゲン・タイプ2
- フォルクスワーゲン・トランスポルター (T4)

### 競合車種
- 日野・ポンチョ#初代
- オムニノーバ・マルチライダー - 日産ディーゼル販売会社が輸入
- メルセデス・ベンツT1Nミニバス - 大阪市営バス「赤バス」で採用